# گورستان خواجه احمد
قبرستان خواجه احمد مربوط به دوره قاجار است و در شهرستان نی‌ریز، بخش مرکزی، دهستان رستاق، نرسیده به روستای نصیرآباد، کنار بقعه خواجه عبدالله انصاری واقع شده و این اثر در تاریخ ۱ مرداد ۱۳۸۶ با شمارهٔ ثبت ۱۹۳۰۹ به‌عنوان یکی از آثار ملی ایران به ثبت رسیده است.